# الزراعة في إسبانيا

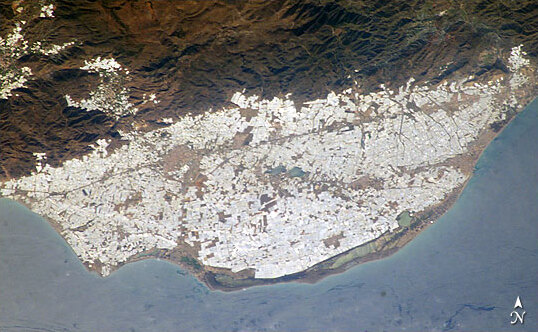

الزراعة في إسبانيا مهمة بالنسبة إلى الاقتصاد القومي.

## الجغرافيا والظروف الزراعية
تُعتبر إسبانيا واحدة من أكبر دول غرب أوروبا من ناحية المساحة، وتحتل المرتبة الثانية من ناحية الارتفاع عن سطح البحر بعد سويسرا. يكون المناخ شبه جاف في جزء كبير من البلاد، بدرجات حرارة تتراوح بين شديد البرودة في الشتاء، وتكون مرتفعة بشدة في فصل الصيف. تتركز الهطولات المطرية، التي تكون غير كافية غالبًا، في فترتين قصيرتين على مدار العام بشكل عام. ويحدث الجفاف صيفًا بشكل متكرر.
يُعتبر حوالي 20.6 مليون هكتار من مساحة إسبانيا الإجمالية البالغة 50.5 هكتار، أي حوالي 40% صالحًا للزراعة. التربة ذات جودة منخفضة بشكل عام، ويمكن اعتبار 10% من الأراضي ذات نوعية ممتازة. شكلت خشونة التضاريس عقبة أمام مكننة الزراعة وأمام تحسينات تكنولوجية أخرى. بالإضافة إلى ذلك، أدت سنوات من الإهمال إلى مشكلة جدية في تعرية الأرض، ولوحظ ذلك بكثرة في سهول قشتالة والمنشف الجافة.

## لمحة عامة

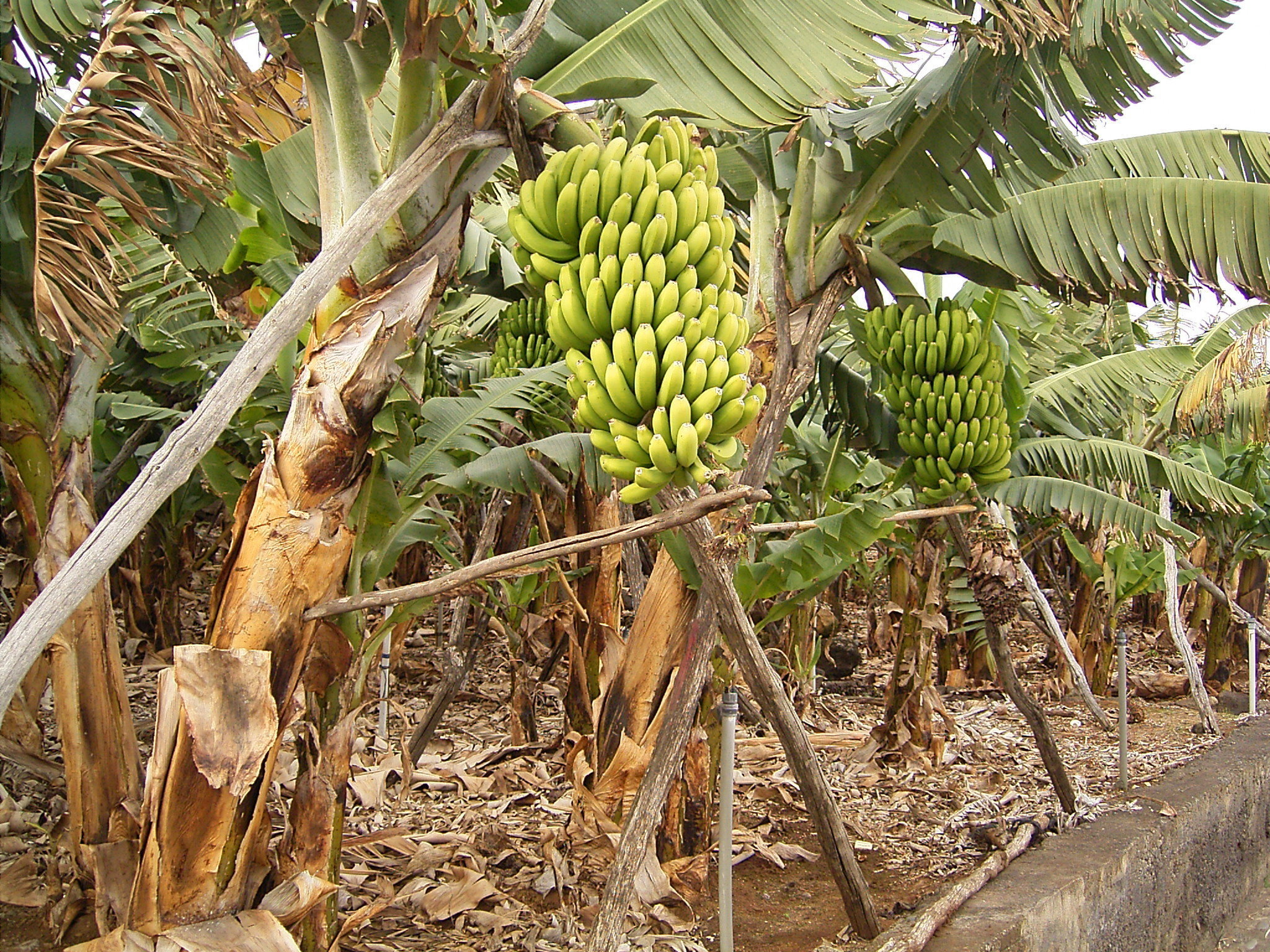
مزرعة موز في سان أندريس إي سوسيس، لا بالما، جزر الكناري – مشهد من الزراعة الاستوائية في إسبانيا

من بين دول الاتحاد الأوروبي، تمتلك ثاني أكبر مساحة من الأراضي المخصصة لأغراض زراعية، تسبقها فرنسا فقط. في ثمانينيات القرن العشرين، خُصص أكثر من 5 ملايين هكتار لزراعة المحاصيل الدائمة: مثل البساتين، والزيتون، ومزارع الكرمة. تبور خمسة ملايين هكتار أخرى كل عام بسبب الهطولات المطرية غير الكافية. احتلت المروج والمراعي الدائمة مساحة 13.9 مليون هكتار. احتلت الغابات وأراضي الأشجار القمئية مساحة 11.9 مليون هكتار، بينما كانت البقية أراضيَ قاحلة أو أقيمت عليها مناطق مأهولة أو صناعية.
كانت الأنماط الرئيسة للعقارات في إسبانيا هي العقارات الكبيرة (بالإسبانية: Latifundios) وقطع الأراضي الصغيرة (بالإسبانية: Minifundios). وبقي هذا منتشرًا إلى حد كبير في ثمانينيات القرن العشرين. وجد الإحصاء الزراعي عام 1982 أن 50.9% من أراضي البلاد تشغلها عقارات تبلغ مساحتها 200 هكتار أو أكثر، رغم أن المزارع من هذا الحجم شكلت حوالي 1.1% فقط من عدد المزارع في البلاد البالغ 2.3 مليون مزرعة. من جهة أخرى، أظهر الإحصاء أن 61.8% من المزارع في إسبانيا كانت تحتوي على أقل من 5 هكتارات من الأرض. كانت هذه المزارع تشكل 5.2% من مساحة المزارع في البلاد.
أقل من 25% من المزارع مساحتها أقل من هكتار واحد من الأرض، وتشكل نسبة 0.5% من كل المزارع. كان عدد العقارات الصغيرة مرتفعًا خصوصًا في الشمال والشمال الغربي. بينما تركزت العقارات الكبيرة في الجنوب، في قشتالة والمنشف، وإكستريمادورا، ومنطقة بلنسية، والأندلس.
زُرعت مناطق المحاصيل بطريقتين رئيستين. المناطق التي تعتمد على الزراعة غير المروية (بالإسبانية: Secano)، التي كانت تشكل 85% من منطقة المحاصيل، وتعتمد على الهطولات المطرية فقط مصدرًا للمياه. تضمنت المناطق الرطبة في الشمال والشمال الغربي، بالإضافة إلى المناطق الشاسعة القاحلة التي لم تُروَ. بلغت مساحة المناطق الأكثر إنتاجًا والمخصصة للزراعة المروية (بالإسبانية: Regadio) نحو 3 ملايين هكتار عام 1986، وأملت الحكومة بأن تتضاعف مساحة هذه المنطقة تدريجيًا؛ لأنها تضاعفت منذ عام 1950. يُعتبر تطور المحاصيل الشتوية لأنواع فاكهة وخضار عديدة تُصدَّر إلى أوروبا في مقاطعة ألميريا -إحدى أكثر المقاطعات القاحلة والمعزولة في إسبانيا- جديرًا بالملاحظة بشكل خاص.
تُروى مساحة 17% من الأراضي الزراعية في إسبانيا، ويُقدر أنها تشكل مصدر 40 و45% من القيمة الكلية لإنتاج المحاصيل من حوالي 50% من قيمة الصادرات الزراعية. زُرعت أكثر من نصف مساحة المناطق المروية بالذرة، وأشجار الفواكه، والخضروات. تضمنت بعض المنتجات الزراعية الأخرى التي استفادت من الري الكرمة، والقطن، والشمندر السكري، والبطاطا، والبقوليات، وأشجار الزيتون، والمنغا، والفريز، والبندورة، والأعشاب العلفية. بالاعتماد على طبيعة المحاصيل، كان من الممكن حصاد محصولين متتاليين في السنة ذاتها في حوالي 10% من الأراضي المروية في البلاد.
بقيت المنتجات التقليدية الزراعية في إسبانيا مثل الحمضيات، والخضروات، والحبوب، وزيت الزيتون، والخمر مهمة في ثمانينيات القرن الماضي. عام 1983، شكلت على التوالي 12%، و12%، و8%، و6%، و4% من الإنتاج الزراعي للدولة. بسبب تغير النظام الغذائي للكثير من الأثرياء، كان هناك زيادة ملحوظة في استهلاك المواشي، والدواجن، ومنتجات الألبان. أصبح استهلاك اللحوم في المنازل النشاط الزراعي الوحيد الأكثر أهمية، إذ كان يمثل 30% من الإنتاج المرتبط بالزراعة لعام 1983.
كانت الزيادة الكبيرة في استهلاك الماشية سبب تحول إسبانيا إلى مستورد صافٍ للحبوب. جعلت الظروف المثالية لزراعتها -بالإضافة إلى القرب من الأسواق المهمة في شمالي أوروبا- إسبانيا في طليعة الدول المصدرة للفواكه. أصبحت الخضار والفواكه الطازجة التي تُنتَج عن طريق الري المكثف سلعًا مهمة في التصدير أيضًا، بالإضافة إلى زيت بذور دوار الشمس الذي كان يُنتَج لينافس أغلى أنواع زيت الزيتون في فائض بلدان الحوض المتوسط الشريكة في السوق الأوروبية المشتركة.

## الغابات
اختفت معظم الغابات الطبيعية التي كانت موجودة في شبه الجزيرة الإيبيرية بسبب التعرية والحصاد الجائر من أجل الحطب والخشب المنشور، أو لإنشاء المراعي. في ثمانينيات القرن العشرين، اعتُبر 7 ملايين هكتار -أي ما يعادل 14% من الأراضي في إسبانيا- غابات صالحة للاستعمال، على الرغم من وجود 3.5 مليون هكتار أخرى من الأشجار المنخفضة شملتها إحصائيات الغابات.
بدأ تنفيذ برنامج لإعادة التشجير في إسبانيا منذ عام 1940. تضمنت أهداف البرنامج تلبية حاجات السوق من منتجات الغابات، والتحكم بالتعرية، وتقديم فرص عمل موسمية في المناطق الريفية. رُكّز على وجود أشجار الأوكاليبتوس، والحور الأسود، ومجموعة من المخروطيات بسبب نموها السريع.
بلغ إنتاج الخشب المنشور قرابة 12.3 مليون متر مكعب عام 1986، بالمقارنة مع 11.8 مليون متر مكعب عام 1985. يمكن أن يتضاعف الإنتاج بمعدل ثلاث مرات في حال طُوّر 5.8 مليون هكتار من أفضل الغابات، التي تمثل 50% من المساحة الكلية للغابات، وإدارتها بشكل جيد.
لم تكن برامج التشجير الحالية كافية على أي حال. على سبيل المثال، بين عامي 1975- 1984، رجحت كفة خسارة الغابات نتيجة للحرائق على إعادة التشجير بما يعادل قرابة 148000 هكتار. ورد في تقرير نشرته منظمة تقدم الغابات أنه بحلول سنة 2000، كان بمكن أن يصل عجز الأخشاب في إسبانيا إلى 8.5 و16.9 مليون متر مكعب.